# (8443) Svecica
(8443) Svecica (4343 T-3) – planetoida z pasa głównego asteroid okrążająca Słońce w ciągu 4,68 lat w średniej odległości 2,8 au. Odkryta 16 października 1977 roku.